# 황야의 탈출
황야의 탈출(They Came To Cordura)은 미국에서 제작된 로버트 로즌 감독의 1959년 영화이다. 게리 쿠퍼 등이 주연으로 출연하였고 윌리암 고에츠 등이 제작에 참여하였다.
출시명은 게리 쿠퍼의 황야의 탈출이다.

## 출연

### 주연
- 게리 쿠퍼
- 리타 헤이워드

### 조연
- 밴 헤플린
- 텁 헌터
- 리처드 콘트
- 마이클 컬런
- 딕 요크

## 제작진
- 원작자: 글렌든 스워스아웃
- 미술: 캐리 오델